# Derivaciones de la Estoria de España
Durante el reinado de Sancho IV se continuó redactando la Estoria de España, bien que con fines diferentes a los de Alfonso X. 
Los cronistas de esta centuria prefirieron manejar los cuadernos de trabajo a los que, tras el parón de 1275, se había continuado allegando materiales. Surgen, así, dos proyectos muy distintos, pero animados por parecidos
propósitos:
1. La Crónica de veinte reyes, que es similar a la versión alfonsí  tanto en el talante crítico como en su visión estructuradora (sistema analístico y distribución de la materia argumental e unidades lógicas de contenido que forman los capítulos).
2. La Crónica de Castilla, de la existen dos redacciones. Una gusta de la brevedad y la concisión; la otra se caracteriza por la visión poética con que se disponen las situaciones argumentales. En ambos casos, el héroe fundamental es el Cid, cuyo ciclo se integrará en ellas informando en buena medida su ideología. Esta obra tiene la particularidad de que presenta un linaje de mujeres ejemplares, cuya digna heredera es la regente María de Molina. Estas mujeres destacan por su intervención en el dominio espiritual, preservando de este modo la imagen de la realeza y su perennidad.

Otras derivaciones de la Estoria de España son:
1. La Crónica general vulgata, muy cercana a la inspiración original, debió ser redactada en el primer cuarto del siglo XIV. Amolda su estilo al de los poemas épicos para dramatizar las circunstancias más singulares de las vidas de sus héroes.
2. La Crónica de 1344. Fue redactada por Pedro Alonso, conde de Barcelos. Su sistema de fuentes varía bastante del alfonsino y su visión recopilatoria también es diferente, ya que alinea -en principio sin criterio ordenador aparente- las más heterogéneas noticias tomadas de las más diversas fuentes. Se ha de destacar el hecho de que fuera promovida por un noble (si bien no fue el primero: veinte años antes el Infante Don Juan Manuel había compuesto su Crónica abreviada). Esta es una tendencia creciente en el siglo XIV, pues el ocuparse de una labor hasta ahora reservada al rey era una forma de afianzar el prestigio y el poder.